# Угорчак, Франтишек
Франтишек Угорчак (пол. Franciszek Uhorczak ; 27 февраля 1902, с. Горишняя Выгнанка — 1981, г. Люблин, Польша) — польский ученый в области географии и картографии. Доктор философии (1932), профессор.

## Биография
Изучал химию и географию во Львовском университете, в то же время работал здесь на кафедре географии и в объединённых картографических и издательских учреждениях «Книжный магазин-Атлас».
С 1944 — старший научный сотрудник Львовского филиала Академии архитектуры СССР.
В 1946 переехал в город Краков (Польша), где преподавал на географическом факультете Ягеллонского университета.
С 1949 — в Люблине, где в университете им. М. Кюри-Склодовской: профессор и руководитель кафедры экономической географии, от 1964 — организатор и руководитель кафедры картографии Института наук о земле при этом ВУЗе.
Главный редактор «Польского картографического обзора».

## Работы
Автор научных трудов, в том числе региональных атласов и географическо-хозяйственных монографий.
Среди трудов:
- «Geografię fizyczną w liczbach» (соавтор. с И. Сташевским, 1959, 2-е издание 1966)